# Pergenroth
Pergenroth im Oberbergischen Kreis ist eine Ortschaft der Stadt Wiehl im Regierungsbezirk Köln in Nordrhein-Westfalen. Der Ort gehört heute zum Ortsteil Marienhagen.

## Lage und Beschreibung
Pergenroth liegt zwischen den Orten Kurtensiefen im Westen und Marienhagen im Osten und ist in Luftlinie rund 5 km nördlich vom Stadtzentrum von Wiehl entfernt. Pergenroth liegt nördlich der Bundesautobahn 4.

## Geschichte
1467 wurde der Ort das erste Mal urkundlich erwähnt, und zwar „Henneke von Pergenroit zur Klyngelbach ist Zeuge bei einem bergischen Grenzumgang um das Eigen von Eckenhagen“. Bei der Schreibweise der Erstnennung Pergenroit wird der Namensteil roth von roden hergeleitet.
Im Futterhaferzettel der Herrschaft Homburg von 1580 werden als abgabepflichtig in Bergenrodt ein Wittgensteinischer und 9 Bergische Untertanen gezählt.

## Freizeit und Vereine
- Gemeinnütziger Heimat- und Verschönerungsverein Marienhagen/Pergenroth

## Söhne und Töchter der Stadt
- August Dresbach (1894–1968), deutscher Politiker (CDU), MdB, Landrat des Oberbergischen Kreises.